# De bannelingen van Kifa
De bannelingen van Kifa is het achttiende stripalbum uit de Yoko Tsuno-reeks van Roger Leloup. De strip werd voor het eerst uitgegeven bij Dupuis in 1991. 